# 慧中上士
慧中上士（越南语：／；1230年—1291年），原名陳國嵩（越南语：／），是越南陳朝時期的一位禪僧和詩人。
慧中上士是安生王陳柳的長子，也是靖國王陳國康、興道王陳國峻、元聖皇后陳氏韶的兄長。1285年、1288年，蒙古（元朝）曾先後兩次入侵大越陳朝，慧中上士曾參與抗擊蒙元的戰爭中。
在戰爭結束之後，他專心修行，不再理會凡間事務。他拜逍遙為師，師承的是禪宗的無言通一脈，後來被逍遙認定為最好的徒弟。慧中在家修行，不前往寺院，因此不是嚴格意義上的僧人；但他良好的教育以及對佛教教義的理解，使他成為當時最知名的佛教高僧。皇帝陳仁宗也拜慧中上士為師，在思想上深受他的影響。仁宗退位後創立了竹林禪派。
慧中上士一生詩作頗豐，大部分被收錄於《上士語錄》中。其詩作以禪入詩、以禪喻詩，被當時越南佛教界譽為王摩詰再世。